# Khour
Khour (o Khaur) è una città dell'India di 6.142 abitanti, situata nel distretto di Jammu, nel territorio del Jammu e Kashmir. In base al numero di abitanti la città rientra nella classe V (da 5.000 a 9.999 persone).

## Geografia fisica
La città è situata a 32° 36' 0 N e 74° 47' 60 E e ha un'altitudine di 278 m s.l.m..

## Società

### Evoluzione demografica
Al censimento del 2001 la popolazione di Khour assommava a 6.142 persone, delle quali 3.069 maschi e 3.073 femmine. I bambini di età inferiore o uguale ai sei anni assommavano a 772, dei quali 424 maschi e 348 femmine. Infine, coloro che erano in grado di saper almeno leggere e scrivere erano 4.287, dei quali 2.379 maschi e 1.908 femmine.